# Élément automoteur double
Pour les articles homonymes, voir EAD et Caravelle.
Ne doit pas être confondu avec Élément automoteur diesel (SNCF).

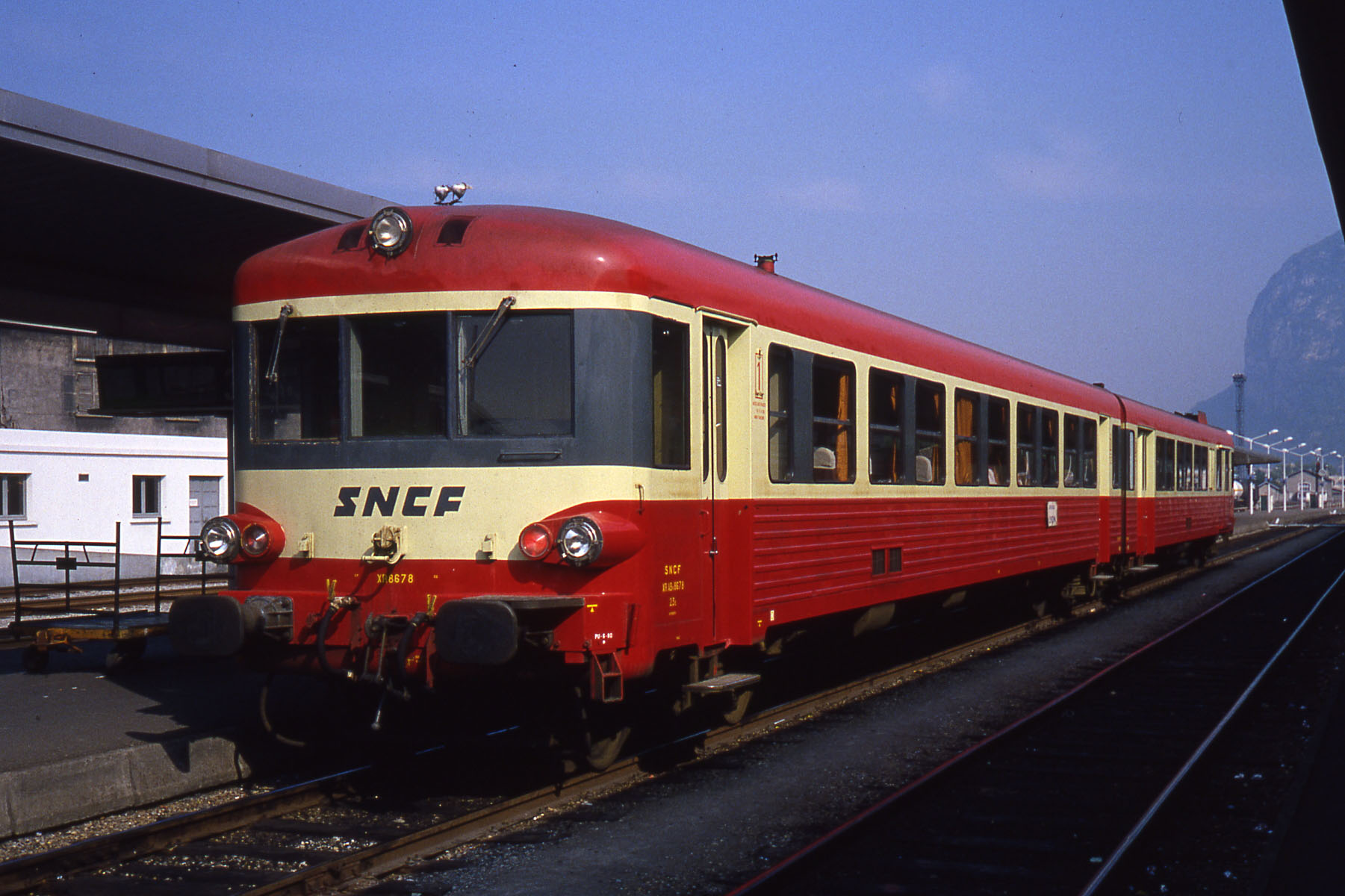
L'X 4681 en gare de Grenoble en 1981.

Un élément automoteur double est une catégorie d'automoteurs français construits à 456 exemplaires de 1963 à 1981 dont le surnom est « caravelle ». Le surnom vient du fait que le bruit du moteur rappelle celui d'une Sud Aviation Caravelle.

## Répartition
Quatre grandes séries constituent la famille des EAD :
- les X 4300 ;
- les X 4500 ;
- les X 4630 ;
- les X 4750 / X 4790.

On peut y ajouter :
- les X 4900 (éléments triples) ;
- les X 94750 (rames automotrices postales).

On remarquera que l'abréviation « EAD » signifie uniquement « Élément automoteur diesel », selon la définition stricte de la SNCF, et non pas « Élément automoteur double », qui est un abus de langage souvent utilisé par le grand public et quelques passionnés de modélisme ferroviaire[réf. nécessaire]. 
De même, la désignation « EAT » est totalement inexistante à la SNCF et n'a aucune correspondance technique.
Le présent article concerne les éléments communs à tous les EAD. Pour les spécificités de chaque série, on se reportera utilement aux articles correspondants.

## Description
Les EAD sont des ensembles indéformables en service courant, comprenant :
- deux motrices encadrant une remorque pour les X 4900,
- une motrice accouplée à une remorque équipée d'une cabine de conduite pour la marche en réversibilité.

Les différentes versions d'EAD se distinguent par la motorisation et le type de transmission :
| Série                   | Moteur | Puissance         | Transmission                    |
| ----------------------- | ------ | ----------------- | ------------------------------- |
| X 4300                  | Poyaud | 295 kW            | mécanique par boîte De Dietrich |
| X 4500                  | Saurer | 330 kW            | mécanique par boîte De Dietrich |
| X 4630 X 4900           | Saurer | 330 kW (2*330 kW) | hydraulique Voith               |
| X 4750 / X 4790 X 94750 | Saurer | 440 kW            | hydraulique Voith               |

Les X 4300 et X 4500, qui sont sortis simultanément d'usine, ont été relayés par les X 4630 puis les X 4750.
Très bien accueillis par le public, ces autorails furent surnommés « caravelles » en référence à l'avion Caravelle sorti d'usine quelques années auparavant.
Le dessin des premiers éléments, comportant une large baie vitrée frontale et de nombreux enjoliveurs chromés, fut conservé jusqu'à nos jours sur une grande partie de la série. Ceux-ci se reconnaissent à leur livrée rouge et crème avec un bandeau noir encadrant la baie frontale.
Toutes les séries peuvent faire partie de la même unité multiple, avec cependant un maximum de sept caisses.
À partir de 1987, une série de modernisations fut entreprise sur 114 éléments de la famille. Les aménagements intérieurs furent revus tout comme l'allure générale de l'engin, l'avant et les baies frontales furent remplacées par des boucliers renforcés plus aérodynamiques semblables à ceux des RRR ou des RIO modernisées. Les EAD modernisés ont reçu la première livrée TER à base de blanc et de la couleur choisie par chaque région (bleu, rouge, jaune ou vert). Cette modernisation, dite « modernisation lourde », est critiquée car elle alourdit sensiblement la caisse, alors que la motorisation, déjà limitée, n'a pas été renforcée.
Une modernisation plus légère de certains EAD a été lancée par certaines régions (Pays de la Loire en premier) et par la SNCF. Si la livrée est modifiée (livrée spécifique TER Pays de la Loire, première livrée TER à quatre couleurs ou nouvelle livrée TER gris et bleu), la caisse n'est pas modifiée et le bouclier n'est pas ajouté.

## Service
Les EAD ont été conçus pour succéder à la série des X 3800 « Picasso » mais aussi pour renouveler un parc d'autorails français vieillissant, en partie constitué d'éléments des anciennes compagnies ou de matériel au confort peu adapté, afin d'exploiter les lignes secondaires du réseau.
Ils ont globalement circulé sur l'ensemble du réseau non électrifié. La répartition sur le territoire national s'est faite simplement en fonction des livraisons des quatre grandes séries, selon les besoins de remplacement des anciennes séries. On a pu voir des X 4500 en été 1972 sur l'« Alpazur » Genève - Grenoble - Veynes - Digne (ligne des Alpes) ainsi que dès le 01/10/1975 sur Valence - Grenoble - Chambéry - Culoz - Genève où ils ont circulé jusqu'au 27/09/1975 en étant remplacés dès le lendemain par des turbotrains ETG. La motorisation un peu plus puissante des X 4750 les a parfois conduits dans des régions plus accidentées, notamment dans les Vosges.
Les EAD ont été radiés des effectifs au tournant des années 2010 pour les plus anciens (remplacés par les X 72500 (X TER), X 73500 (A TER) et surtout par les AGC) et en 2016 pour les X 4750 / X 4790 / X 4900 modernisés.

## Modélisme
En modélisme, les EAD ont été reproduits d'abord par Jouef à l'échelle HO puis par L.S. Models en 2007. Les premiers engins commercialisés en 2007 avaient quelques défauts de jeunesse (prise entre la motrice et la remorque, moteur anémique...) qui ont été corrigés dans la deuxième mouture sortie en 2015. Des EAD en version d'origine sont proposés par ce fabricant en 2015.